# Hyalinobatrachium ruedai
Hyalinobatrachium ruedai és una espècie de granota que viu a Colòmbia.